# Annika Suthe
Annika Suthe (Mettingen, 15 oktober 1985) is een atleet uit Duitsland.
Op de Olympische Zomerspelen van Athene in 2004 nam Suthe deel aan het onderdeel speerwerpen.
In 2005 werd Suthe Europees kampioene U23 op het onderdeel speerwerpen.
In 2011 maakte Suthe bekend vanwege schouderproblemen te stoppen met atletiek. In 2007 en 2009 was zij al aan haar schouder geopereerd.

## Persoonlijke records
- discuswerpen, 42,54 meter
- speerwerpen, 61,38 meter
- kogelstoten, 15,17 meter

- World Athletics: 14279987